# Klaas-Jan Huntelaar
Klaas-Jan Huntelaar, all'anagrafe Dirk Jan Klaas Huntelaar (Drempt, 12 agosto 1983), è un dirigente sportivo ed ex calciatore olandese, di ruolo attaccante.
Cresciuto nelle giovanili del PSV Eindhoven, nel 2006 è stato acquistato dall'Ajax per € 9 milioni. Con i Lancieri, Huntelaar si fa conoscere a livello internazionale, mantenendo una media realizzativa notevole (0,77) durante le sue quattro stagioni ad Amsterdam, vincendo due Coppe (2006 e 2007) e due Supercoppe d'Olanda (2006 e 2007). Si trasferisce prima al Real Madrid, poi al Milan, deludendo le aspettative con entrambe le maglie. Nel 2010 passa allo Schalke 04, dove vince una Coppa e una Supercoppa di Germania nel 2011. La stagione 2011-2012 è la sua migliore dal punto di vista realizzativo: firma 48 gol in 48 incontri, vince il suo quarto titolo di capocannoniere e segna 14 gol in UEFA Europa League. Il 5 maggio 2019 realizza una doppietta in finale contro il Willem II vincendo per la terza volta nella sua carriera la Coppa d'Olanda; nello stesso mese vince anche il suo primo campionato.
Dopo aver vinto un Europeo Under-21 nel 2006, partecipa a due Europei (2008 e 2012) e a due Mondiali (2010 e 2014) con la nazionale maggiore.

## Biografia
Dal 2000 Huntelaar ha una relazione con l'olandese Maddy Schoolderman. Il 9 aprile 2009 è nato a Madrid il loro primo figlio, di nome Blank.

## Caratteristiche tecniche
Huntelaar è un attaccante di ruolo, molto efficace in area di rigore e bravo nel gioco aereo. Ambidestro, è spesso autore di reti in acrobazia, specialmente in rovesciata. Ottimo finalizzatore, si è affermato come capocannoniere dell'Eredivisie 2005-2006 (33 gol segnati in 31 gare), di quella 2007-2008 (33 gol segnati in 34 gare), dell'Europeo Under-21 2006 e della Bundesliga 2011-2012 (29 reti in 32 partite). È stato soprannominato per il suo cognome The Hunter (in italiano "il cacciatore") per il suo fiuto del gol. Si trova più a suo agio da unica punta con due ali ai lati.

## Carriera

### Club

#### Gli inizi e il PSV

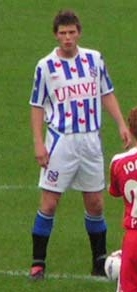
Huntelaar con la maglia dell'Heerenveen

Huntelaar ha iniziato la propria carriera professionistica nelle file del PSV Eindhoven. Dopo solo una presenza in campionato è stato ceduto in prestito al De Graafschap e, in seguito, all'AGOVV Apeldoorn. Nel 2004 l'Heerenveen lo ha acquistato dal PSV, dandogli l'opportunità di mettersi in mostra in Eredivisie come titolare. Il giovane attaccante ha realizzato 17 reti in 31 partite nella stagione 2004-2005, e altre 17 in soli 15 incontri di campionato nella prima metà della stagione successiva.

#### Ajax

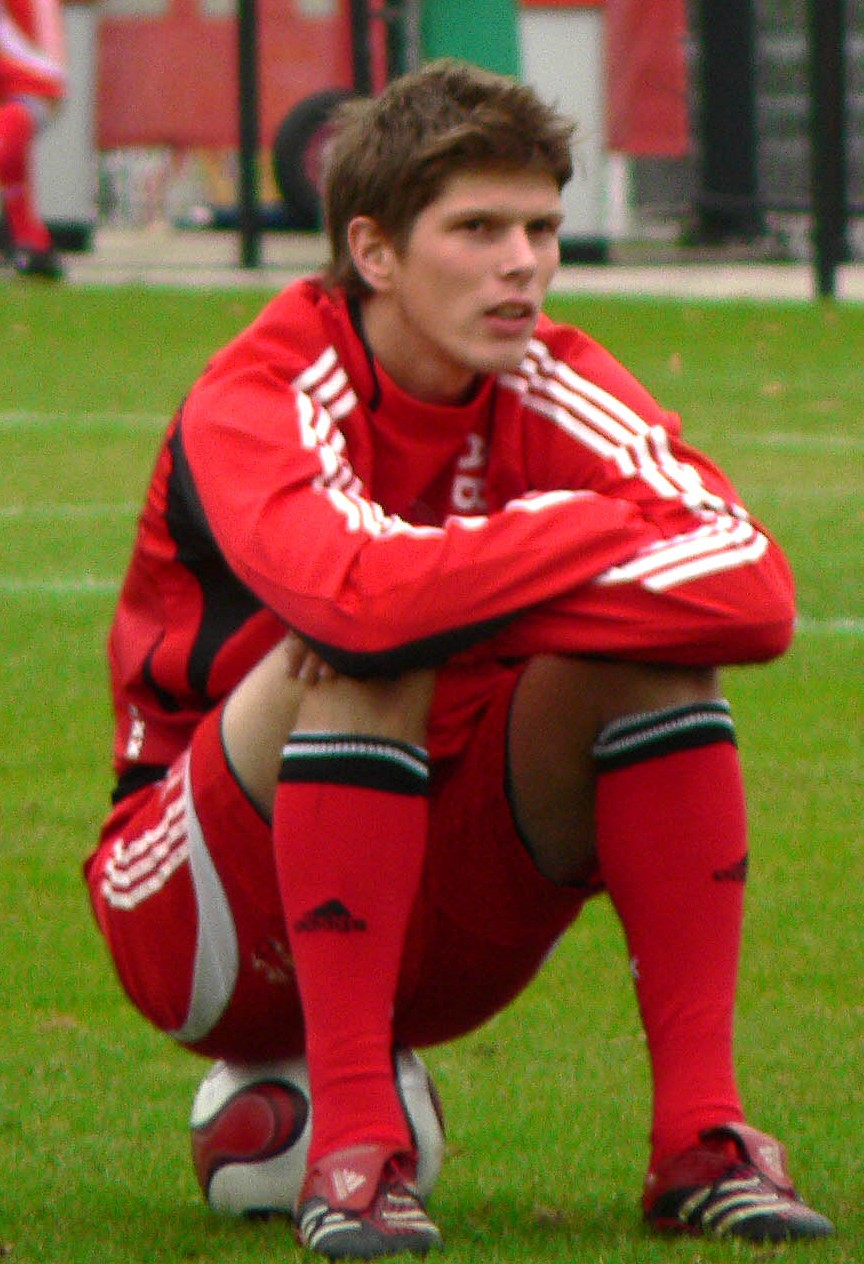
Huntelaar durante un allenamento con l'Ajax

Nella sessione di calciomercato del gennaio 2006 è stato acquistato dall'Ajax per 9 milioni di euro. Inizialmente ha vestito la maglia numero 25; in seguito, divenuto il vice-capitano della squadra, ha indossato il numero 9, maglia appartenuta negli anni ottanta a Marco van Basten. In quella restante metà di stagione ha messo a segno altre 16 reti in altrettante gare, vincendo ampiamente la classifica marcatori (33 reti in 31 partite).
Nella stagione 2006-2007 ha segnato nuovamente molti gol; la sua squadra è riuscita a raggiungere al termine della stagione il PSV in vetta alla classifica, non però a conquistare il titolo nazionale, vinto dai rivali per via della classifica avulsa favorevole. Il 6 maggio 2007 si è svolta la finale di KNVB beker tra Ajax e AZ Alkmaar, vinta ai rigori dai lancieri: l'attaccante ha siglato il gol del momentaneo pareggio.
Nella stagione 2007-2008 Huntelaar si è laureato nuovamente capocannoniere del campionato, con 33 reti in 34 incontri disputati. Nonostante la presenza in squadra del miglior realizzatore nazionale, l'Ajax ha fallito la qualificazione alla Champions League 2008-2009: dopo aver perso contro il Twente i play-off di qualificazione, ha infatti preso parte alla Coppa UEFA 2008-2009.
In totale con l'Ajax ha disputato 136 partite ufficiali realizzando 105 gol.

#### Real Madrid

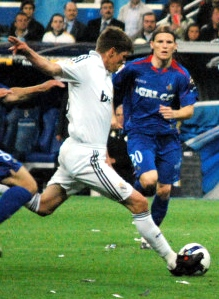
Huntelaar in azione con la maglia del Real Madrid

Il 2 dicembre 2008 il Real Madrid ha annunciato ufficialmente l'acquisto di Huntelaar per 27 milioni di euro. Il giocatore ha debuttato con la nuova maglia il 4 gennaio 2009 in Real Madrid-Villarreal 1-0, giocando, da subentrante, per 56 minuti.
Per un errore della dirigenza madrilena non è stato inserito nella lista Champions, poiché il regolamento UEFA prevedeva la possibilità di inserire a gennaio un solo giocatore che avesse già disputato un'altra competizione UEFA nella stagione in corso. Il Real Madrid, che avrebbe invece voluto inserire sia Huntelaar sia Lassana Diarra, prelevato dal Portsmouth, ha così scelto di inserire il centrocampista francese e non l'attaccante olandese.
Il 15 febbraio 2009 ha segnato il primo gol con il club madrileno nella vittoria esterna per 4-0 contro lo Sporting Gijón. In sei mesi con i Blancos ha totalizzato 20 presenze e segnato otto reti.

#### Milan
Il 6 agosto 2009 il Milan ha raggiunto l'accordo con il Real Madrid per l'acquisto dell'olandese per 15 milioni di euro; il giorno dopo, superate le visite mediche, Huntelaar ha firmato un contratto valido fino al 30 giugno 2013, diventando ufficialmente un giocatore rossonero.
Dopo aver saltato la prima partita della Serie A 2009-2010 per una squalifica rimediata nella Liga, ha esordito con il Milan il 29 agosto 2009 nel derby perso 4-0 contro l'Inter, subentrando al 64º minuto di gioco a Ronaldinho. Il 29 novembre 2009 ha segnato le prime reti in Serie A con una doppietta nei minuti di recupero nella partita vinta in trasferta per 2-0 contro il Catania. Ha concluso la stagione 2009-2010 con 30 partite disputate con 7 reti segnate, tutte in campionato.

#### Schalke 04

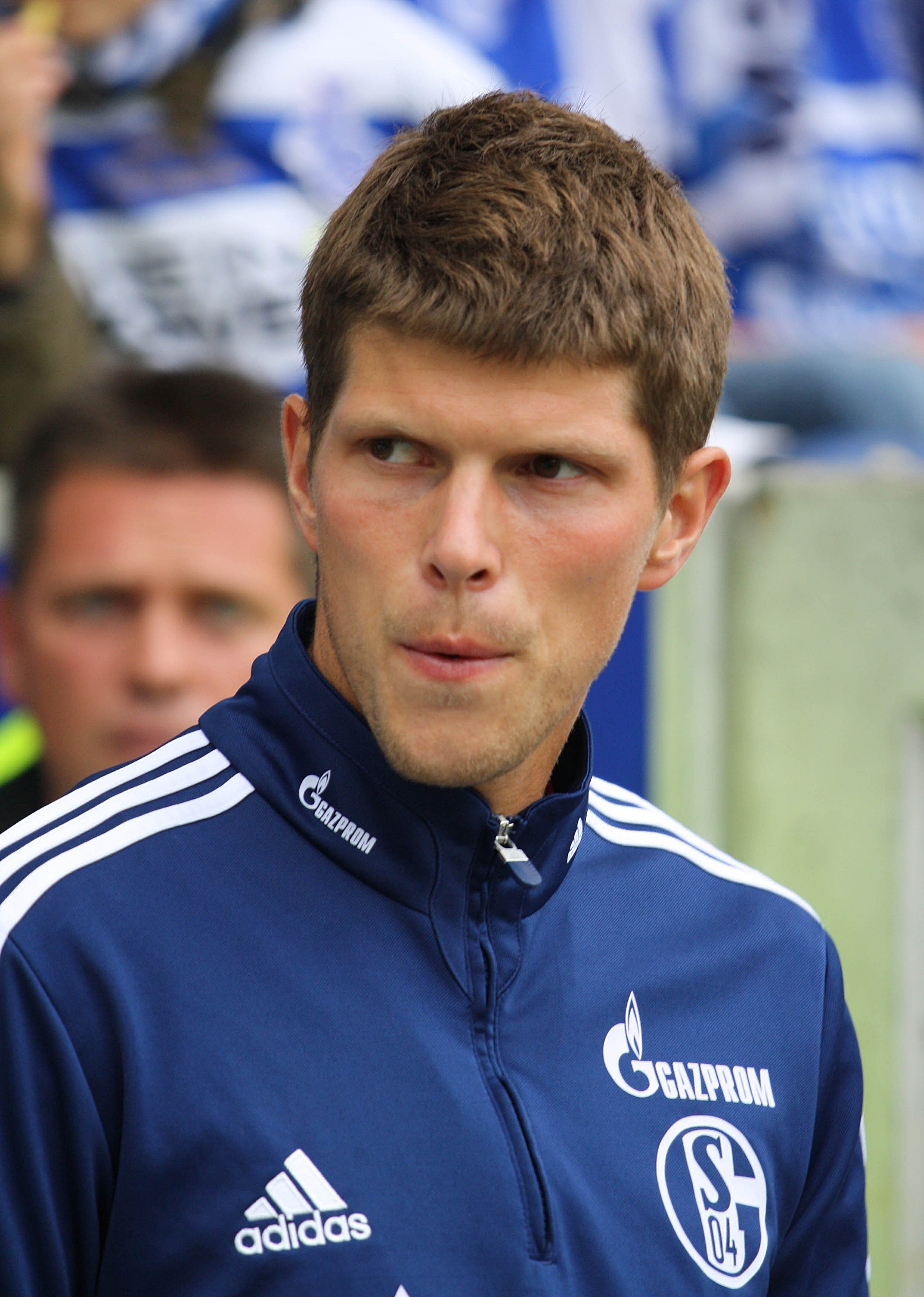
Huntelaar con lo Schalke 04

Il 31 agosto 2010 è stato acquistato per 14 milioni di euro dallo Schalke 04, con cui ha firmato un contratto triennale fino al 30 giugno 2013.
Ha esordito con la maglia della squadra tedesca il 10 settembre 2010 contro l'Hoffenheim, anticipo della terza giornata di Bundesliga 2010-2011 perso 2-0. Il 19 settembre 2010 ha realizzato il primo gol per lo Schalke 04, segnando l'unica rete della propria squadra nella sconfitta per 3-1 in casa contro il Borussia Dortmund. Huntelaar ha segnato anche nella successiva partita di campionato del 22 settembre 2010 in casa del Friburgo, realizzando la rete del definitivo 1-2 che è valsa allo Schalke 04 la prima vittoria stagionale. Il 21 maggio 2011 ha segnato una doppietta nella finale di Coppa di Germania vinta per 5-0 contro il Duisburg.
Ha iniziato la stagione 2011-2012 vincendo la Supercoppa di Germania contro il Borussia Dortmund (4-3 ai rigori dopo lo 0-0 al termine di tempi regolamentari e supplementari) e segnando una quaterna nel primo turno della Coppa di Germania 2011-2012 contro il Teningen, una tripletta nella seconda giornata di campionato nel 5-1 in rimonta contro lo Stoccarda e un'altra quaterna (due gol su rigore) nel ritorno degli spareggi della Europa League 2011-2012 contro lo HJK Helsinki. A fine stagione le reti realizzate sono state 48 in 48 partite disputate, di cui 29 in campionato, 5 in Coppa di Germania e 14 in Europa League. Le 29 reti segnate in Bundesliga gli hanno valso anche il titolo di capocannoniere del massimo campionato tedesco, ottenuto grazie a una doppietta nell'ultima giornata che gli ha consentito di superare Mario Gómez (28).
Alla fine del 2012 ha prolungato il proprio contratto con lo Schalke 04 fino al 30 giugno 2015. Anche nella stagione 2012-2013, come già in quella precedente, Huntelaar è risultato il miglior marcatore della squadra tedesca con 16 gol totali in 35 partite.
All'inizio della stagione 2013-2014, dopo aver segnato 3 gol in altrettante partite, si è infortunato procurandosi la rottura parziale del legamento collaterale mediale del ginocchio destro in uno scontro con il portiere del Wolfsburg Diego Benaglio. Dopo il rientro, avvenuto nell'ottobre 2013, si è subito nuovamente infortunato allo stesso ginocchio nel corso di un allenamento ed è stato costretto a rimanere fermo fino alla fine dell'anno. È tornato in campo il 26 gennaio 2014 nella prima partita annuale in casa dell'Amburgo, nella quale è stato schierato come capitano e ha segnato il primo dei 3 gol con cui la squadra di Gelsenkirchen ha battuto quella di Amburgo. Il 26 febbraio seguente, nella prima partita personale in Champions League 2013-2014 valevole come gara di andata degli ottavi di finale, ha segnato contro il Real Madrid, sua ex squadra, l'unico gol dello Schalke nella sconfitta casalinga per 6-1. Il 3 maggio 2014 ha disputato contro il Friburgo la sua 100ª partita in Bundesliga, nella quale è anche andato a segno per la 59ª volta. Il 31 ottobre 2014, nella gara casalinga contro l'Augsburg, segna il gol partita che regala la vittoria ai suoi.

#### Ritorno all’Ajax
Nel giugno 2017 fa il suo ritorno all'Ajax, squadra in cui nel primo anno segna 13 gol in 32 partite tra campionato e coppe.
Con il gol segnato il 3 aprile 2019 nella vittoria esterna per 2-5 sull'Emmen tocca quota 100 in Eredivisie. Dieci giorni dopo torna a segnare una tripletta - in Ajax-Excelsior 6-2 - a distanza di quattro anni dall'ultima volta, che risaliva al 29 novembre 2014 (Schalke-Magonza 4-1), risultando così il giocatore più anziano dell’Ajax ad essere autore di una tripletta in Eredivisie. Il 5 maggio segna una doppietta nella finale di KNVB beker, vinta per 0-4 contro il Willem II; con cinque reti in tre diverse edizioni (due nel 2006 contro il PSV, una nel 2007 contro l’AZ e due ora appunto) è dietro solo a Johan Cruijff, la cui firma è stata impressa ben sei volte nelle gare che hanno assegnato il trofeo. Con 16 gol contribuisce alla vittoria del campionato olandese, il primo della sua carriera; sono 23 i gol segnati e 7 gli assist sfornati in 42 partite stagionali.
Nel 2019-2020 mette insieme 32 presenze e 10 gol, mentre nel corso della stagione seguente supera le 250 presenze con l’Ajax e le 650 complessive con i club annunciando di volersi ritirare alla fine di questa annata proprio dopo aver raggiunto il traguardo dei 150 gol, segnati in Eredivisie in Ajax-PEC 4-0 del 12 dicembre 2020. Il 14 gennaio 2021 in occasione di Twente-Ajax 1-3 gioca la sua partita numero 500 nei vari campionati risultando ancora una volta determinante poiché, entrato al minuto 89 sull’1-1, segna una doppietta in soli due minuti ribaltando il risultato. Questa sarà la sua ultima partita giocata con l’Ajax - la numero 257 con 158 gol segnati e 7 trofei vinti in 6 anni e mezzo.

#### Ritorno allo Schalke e l'ultima esperienza amatoriale
Davanti alla prospettiva di giocare sempre meno con l'Ajax - per via dell’arrivo di Sébastien Haller - e dopo aver saltato il Klassieker del 17 gennaio per un problema al polpaccio, il 19 gennaio fa ritorno dopo quattro anni allo Schalke 04, con cui firma un contratto fino a fine stagione, per aiutarlo a salvarsi in Bundesliga (visto l'ultimo posto in classifica occupato dalla squadra tedesca). 

Con il gol siglato nella sconfitta per 2-1 contro il Bayer Leverkusen del 3 aprile 2021, diventa il marcatore più anziano della storia dello Schalke in Bundesliga a 37 anni e 234 giorni battendo il record del portiere Oliver Reck.
Con 2 gol segnati in 9 apparizioni non riesce ad evitare la retrocessione del club che il 3 giugno annuncia che non gli rinnoverà il contratto in scadenza a fine mese.
A fine settembre rimette gli scarpini ai piedi per giocare nel HC’03 di Drempt, la sua città natale, che milita nei campionati amatoriali.

### Nazionale

#### Nazionali giovanili
Con la nazionale olandese Under-16 Huntelaar ha partecipato all'Europeo di categoria del 2000, dove i Paesi Bassi i sono classificati al terzo posto, collezionando 5 presenze e due gol.

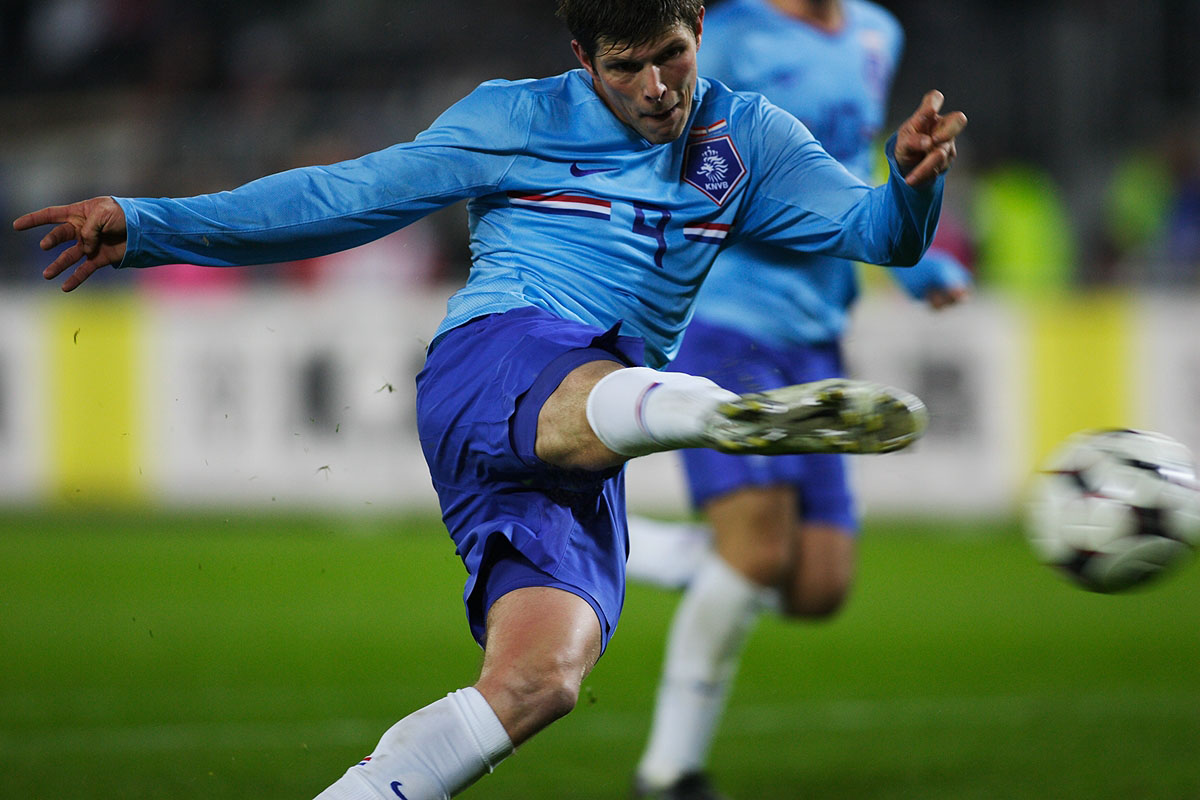
Huntelaar in azione nella partita amichevole contro l'Austria del 26 marzo 2008 a Vienna

Con la nazionale Under-18 tra ottobre e dicembre del 2002 ha preso parte a 3 partite di qualificazione all'Europeo Under-18 2001 segnando altrettanti gol e nel maggio dell'anno seguente alla gara di ritorno dei play-off per l'ammissione alla fase finale persa contro la Danimarca. Sempre nel 2001 con l'Under-19 ha partecipato alle qualificazioni per l'Europeo Under-19 (che nel frattempo aveva sostituito l'Under-18) del 2002 durante le quali ha disputato 5 gare segnando 3 reti.
Nel 2001 è stato convocato da Louis van Gaal nella nazionale Under-20 per il Mondiale di categoria in Argentina, dove Huntelaar ha disputato quattro delle cinque gare dei Paesi Bassi (3 nella fase a gironi e i quarti di finale, dove i Paesi Bassi sono stati eliminati dall'Egitto) segnando 2 gol nella fase a gironi contro Etiopia e Angola.
Con la nazionale olandese Under-21 ha preso parte a tutte le 12 partite delle qualificazioni all'Europeo Under-21 2006 realizzando 10 gol tra cui la doppietta nel ritorno degli spareggi contro la Slovenia che ha consentito ai Paesi Bassi di qualificarsi per la fase finale. Nel giugno 2006 ha vinto l'Europeo di categoria, del quale è stato capocannoniere con 4 reti: una nella seconda partita della fase a gironi contro la Danimarca, una in semifinale contro la Francia e una doppietta in finale contro l'Ucraina (il secondo gol su rigore), gara nella quale è anche stato nominato miglior giocatore. Alla fine del torneo ha vinto anche il Golden Player della UEFA assegnato al miglior giocatore della manifestazione.
Con 18 gol segnati in 23 presenze è il miglior marcatore di sempre della Nazionale olandese Under-21.

#### Nazionale maggiore
Huntelaar ha esordito in nazionale maggiore il 16 agosto 2006, mettendo a referto due reti nella vittoria per 4-0 in casa dell'Irlanda. È tornato a segnare in maglia arancione 14 mesi dopo, il 17 ottobre 2007, contro la Slovenia.

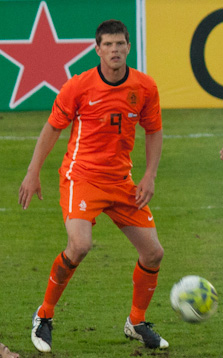
Huntelaar con la maglia della nazionale olandese contro l'Uruguay nel giugno 2011

Convocato da Marco van Basten per l'Europeo 2008, alla rassegna continentale è stato la riserva della punta titolare Ruud van Nistelrooy. Nel terzo incontro della fase a gironi, a qualificazione ai quarti già ottenuta, è stato schierato titolare contro la Romania e ha realizzato la rete dell'1-0 per i suoi.
Dopo l'abbandono della nazionale da parte di van Nistelrooy, sotto la guida del CT Bert van Marwijk Huntelaar è divenuto la prima scelta per l'attacco e ha iniziato da titolare le qualificazioni ai Mondiali 2010 segnando nella partita vinta 2-0 contro l'Islanda nell'ottobre 2008. È stato convocato per la fase finale del Mondiale in Sudafrica, in cui ha segnato il gol decisivo nella vittoria per 2-1 contro il Camerun, nella terza partita del girone. La sua Nazionale si è classificata seconda, avendo perso la finale contro la Spagna per 0-1 dopo i tempi supplementari.
Ha iniziato le qualificazioni all'Europeo 2012 segnando nel settembre 2010 una tripletta contro San Marino, partita poi finita 5-0, e una doppietta decisiva nella vittoria per 2-1 contro la Finlandia. È andato in rete anche nelle successive partite del mese di ottobre contro la Moldavia (rete dell'1-0 finale) e la Svezia (4-1, doppietta). Ha chiuso le qualificazioni all'Europeo 2012 con all'attivo 12 gol in otto partite, risultando il capocannoniere assoluto nella fase di qualificazione e, grazie alla rete realizzata nell'ultima gara contro la Svezia, è diventato anche il miglior marcatore olandese negli incontri di qualificazione all'Europeo con 13 gol, superando Johan Cruijff.
Nel maggio 2012 è stato convocato dal commissario tecnico Bert van Marwijk per la fase finale degli Europei 2012. Nel corso della manifestazione, dove i Paesi Bassi sono stati eliminati nella fase a gironi, Huntelaar ha disputato tutte le 3 partite degli Oranje, le prime due contro Danimarca e Germania da subentrante e l'ultima contro il Portogallo da titolare.
Convocato da Louis van Gaal per i Mondiali 2014 in Brasile, nel corso del torneo ha giocato la gara degli ottavi di finale contro il Messico (subentrando a Robin van Persie a un quarto d'ora dalla fine) nella quale ha fornito l'assist per il gol dell'1-1 di Wesley Sneijder e nei minuti di recupero ha segnato, su rigore, la rete del definitivo 2-1 che ha qualificato i Paesi Bassi ai quarti di finale.
È attualmente il secondo miglior marcatore della nazionale olandese in tutte le competizioni, con 42 gol.

### Dirigente
Il 13 marzo 2022 entra nello staff dirigenziale dell’Ajax con cui firma un contratto fino al 2024: si occuperà di scouting internazionale sotto la guida di Henk Veldmate e svolgerà un ruolo nella consulenza tecnica sulla composizione delle selezioni di Ajax 1 e Jong Ajax. Collabora poi con Gerry Hamstra per il mercato della prima squadra. Il 1º giugno 2023 prolunga il contratto con l’Ajax fino al 2027 come technical manager occupandosi sempre del settore giovanile. A fine settembre gli vengono assegnati altri compiti dopo l’addio del direttore sportivo Sven Mislintat. Tuttavia ad ottobre, con l’Ajax in piena crisi di risultati, lascia l'incarico per motivi di salute per l’"eccessivo stress causato dal lavoro".

## Statistiche
Tra club e nazionale maggiore Huntelaar ha disputato complessivamente 741 partite segnando 409 reti, con la media di 0,55 gol a partita.

### Presenze e reti nei club
| Stagione          | Squadra           | Campionato        | Campionato | Campionato | Coppe nazionali | Coppe nazionali | Coppe nazionali | Coppe continentali | Coppe continentali | Coppe continentali | Altre coppe | Altre coppe | Altre coppe | Totale | Totale |
| Stagione          | Squadra           | Comp              | Pres       | Reti       | Comp            | Pres            | Reti            | Comp               | Pres               | Reti               | Comp        | Pres        | Reti        | Pres   | Reti   |
| ----------------- | ----------------- | ----------------- | ---------- | ---------- | --------------- | --------------- | --------------- | ------------------ | ------------------ | ------------------ | ----------- | ----------- | ----------- | ------ | ------ |
| 2002-gen. 2003    | PSV               | ED                | 1          | 0          | CO              | 0               | 0               | UCL                | 0                  | 0                  | -           | -           | -           | 1      | 0      |
| gen.-giu. 2003    | De Graafschap     | ED                | 9          | 0          | CO              | 1               | 0               | UCL                | 0                  | 0                  |             |             |             | 10     | 0      |
| 2003-2004         | AGOVV             | 1D                | 35         | 26         | CO              | 2               | 1               | -                  | -                  | -                  | -           | -           | -           | 37     | 27     |
| 2004-2005         | Heerenveen        | ED                | 31         | 16         | CO              | 1               | 0               | CU                 | 7                  | 3                  | -           | -           | -           | 39     | 19     |
| 2005-gen. 2006    | Heerenveen        | ED                | 15         | 17         | CO              | 1               | 1               | CU                 | 6                  | 2                  | -           | -           | -           | 22     | 20     |
| Totale Heerenveen | Totale Heerenveen | Totale Heerenveen | 46         | 33         |                 | 2               | 1               |                    | 13                 | 5                  |             | -           | -           | 61     | 39     |
| gen.-giu. 2006    | Ajax              | ED                | 16+4       | 16+2       | CO              | 3               | 5               | UCL                | 2                  | 1                  | -           | -           | -           | 25     | 24     |
| 2006-2007         | Ajax              | ED                | 32+4       | 21+2       | CO              | 6               | 4               | UCL+CU             | 2+7                | 2+7                | SO          | 0           | 0           | 51     | 36     |
| 2007-2008         | Ajax              | ED                | 34+4       | 33+0       | CO              | 2               | 1               | UCL+CU             | 2+2                | 0+2                | SO          | 1           | 0           | 45     | 36     |
| 2008-gen. 2009    | Ajax              | ED                | 10         | 6          | CO              | 1               | 1               | CU                 | 4                  | 2                  | -           | -           | -           | 15     | 9      |
| gen.-giu. 2009    | Real Madrid       | PD                | 20         | 8          | CR              | -               | -               | UCL                | 0                  | 0                  | -           | -           | -           | 20     | 8      |
| 2009-2010         | Milan             | A                 | 25         | 7          | CI              | 2               | 0               | UCL                | 3                  | 0                  | -           | -           | -           | 30     | 7      |
| 2010-2011         | Schalke 04        | BL                | 24         | 8          | CG              | 3               | 2               | UCL                | 8                  | 3                  | -           | -           | -           | 35     | 13     |
| 2011-2012         | Schalke 04        | BL                | 32         | 29         | CG              | 3               | 5               | UEL                | 12                 | 14                 | SG          | 1           | 0           | 48     | 48     |
| 2012-2013         | Schalke 04        | BL                | 26         | 10         | CG              | 2               | 2               | UCL                | 7                  | 4                  | -           | -           | -           | 35     | 16     |
| 2013-2014         | Schalke 04        | BL                | 18         | 12         | CG              | 1               | 1               | UCL                | 2                  | 1                  | -           | -           | -           | 21     | 14     |
| 2014-2015         | Schalke 04        | BL                | 28         | 9          | CG              | 1               | 0               | UCL                | 8                  | 5                  | -           | -           | -           | 37     | 14     |
| 2015-2016         | Schalke 04        | BL                | 31         | 12         | CG              | 2               | 1               | UEL                | 7                  | 3                  | -           | -           | -           | 40     | 16     |
| 2016-2017         | Schalke 04        | BL                | 16         | 2          | CG              | 3               | 2               | UEL                | 5                  | 1                  | -           | -           | -           | 24     | 5      |
| 2017-2018         | Ajax              | ED                | 28         | 13         | CO              | 1               | 0               | UCL+UEL            | 1+2                | 0                  | -           | -           | -           | 32     | 13     |
| 2018-2019         | Ajax              | ED                | 28         | 16         | CO              | 4               | 3               | UCL                | 11                 | 4                  | -           | -           | -           | 43     | 23     |
| 2019-2020         | Ajax              | ED                | 18         | 9          | CO              | 4               | 0               | UCL+UEL            | 8+2                | 1+0                | SO          | 0           | 0           | 32     | 10     |
| 2020-gen. 2021    | Ajax              | ED                | 11         | 7          | CO              | 0               | 0               | UCL+UEL            | 3+0                | 0+0                | -           | -           | -           | 14     | 7      |
| Totale Ajax       | Totale Ajax       | Totale Ajax       | 189        | 125        |                 | 21              | 14              |                    | 46                 | 19                 |             | 1           | 0           | 257    | 158    |
| gen.-giu. 2021    | Schalke 04        | BL                | 9          | 2          | CG              | 0               | 0               | -                  | -                  | -                  | -           | -           | -           | 9      | 2      |
| Totale Schalke 04 | Totale Schalke 04 | Totale Schalke 04 | 184        | 84         |                 | 15              | 13              |                    | 49                 | 31                 |             | 1           | 0           | 249    | 128    |
| Totale carriera   | Totale carriera   | Totale carriera   | 509        | 283        |                 | 43              | 29              |                    | 111                | 55                 |             | 2           | 0           | 665    | 367    |

### Cronologia presenze e reti in nazionale
| Cronologia completa delle presenze e delle reti in nazionale ― Paesi Bassi | Cronologia completa delle presenze e delle reti in nazionale ― Paesi Bassi | Cronologia completa delle presenze e delle reti in nazionale ― Paesi Bassi | Cronologia completa delle presenze e delle reti in nazionale ― Paesi Bassi | Cronologia completa delle presenze e delle reti in nazionale ― Paesi Bassi | Cronologia completa delle presenze e delle reti in nazionale ― Paesi Bassi | Cronologia completa delle presenze e delle reti in nazionale ― Paesi Bassi | Cronologia completa delle presenze e delle reti in nazionale ― Paesi Bassi |
| Data                                                                       | Città                                                                      | In casa                                                                    | Risultato                                                                  | Ospiti                                                                     | Competizione                                                               | Reti                                                                       | Note                                                                       |
| -------------------------------------------------------------------------- | -------------------------------------------------------------------------- | -------------------------------------------------------------------------- | -------------------------------------------------------------------------- | -------------------------------------------------------------------------- | -------------------------------------------------------------------------- | -------------------------------------------------------------------------- | -------------------------------------------------------------------------- |
| 16-8-2006                                                                  | Dublino                                                                    | Irlanda                                                                    | 0 – 4                                                                      | Paesi Bassi                                                                | Amichevole                                                                 | 2                                                                          |                                                                            |
| 2-9-2006                                                                   | Lussemburgo                                                                | Lussemburgo                                                                | 0 – 1                                                                      | Paesi Bassi                                                                | Qual. Euro 2008                                                            | -                                                                          |                                                                            |
| 6-9-2006                                                                   | Eindhoven                                                                  | Paesi Bassi                                                                | 3 – 0                                                                      | Bielorussia                                                                | Qual. Euro 2008                                                            | -                                                                          |                                                                            |
| 15-11-2006                                                                 | Amsterdam                                                                  | Paesi Bassi                                                                | 1 – 1                                                                      | Inghilterra                                                                | Amichevole                                                                 | -                                                                          |                                                                            |
| 7-2-2007                                                                   | Amsterdam                                                                  | Paesi Bassi                                                                | 4 – 1                                                                      | Russia                                                                     | Amichevole                                                                 | -                                                                          |                                                                            |
| 24-3-2007                                                                  | Rotterdam                                                                  | Paesi Bassi                                                                | 0 – 0                                                                      | Romania                                                                    | Qual. Euro 2008                                                            | -                                                                          |                                                                            |
| 2-6-2007                                                                   | Seul                                                                       | Corea del Sud                                                              | 0 – 2                                                                      | Paesi Bassi                                                                | Amichevole                                                                 | -                                                                          |                                                                            |
| 6-6-2007                                                                   | Bangkok                                                                    | Thailandia                                                                 | 1 – 3                                                                      | Paesi Bassi                                                                | Amichevole                                                                 | -                                                                          |                                                                            |
| 17-10-2007                                                                 | Rotterdam                                                                  | Paesi Bassi                                                                | 2 – 0                                                                      | Slovenia                                                                   | Qual. Euro 2008                                                            | 1                                                                          |                                                                            |
| 6-2-2008                                                                   | Spalato                                                                    | Croazia                                                                    | 0 – 3                                                                      | Paesi Bassi                                                                | Amichevole                                                                 | 1                                                                          |                                                                            |
| 26-3-2008                                                                  | Vienna                                                                     | Austria                                                                    | 3 – 4                                                                      | Paesi Bassi                                                                | Amichevole                                                                 | 2                                                                          |                                                                            |
| 24-5-2008                                                                  | Rotterdam                                                                  | Paesi Bassi                                                                | 3 – 0                                                                      | Ucraina                                                                    | Amichevole                                                                 | 1                                                                          |                                                                            |
| 17-6-2008                                                                  | Berna                                                                      | Paesi Bassi                                                                | 2 – 0                                                                      | Romania                                                                    | Euro 2008 - 1º turno                                                       | 1                                                                          |                                                                            |
| 20-8-2008                                                                  | Mosca                                                                      | Russia                                                                     | 1 – 1                                                                      | Paesi Bassi                                                                | Amichevole                                                                 | -                                                                          |                                                                            |
| 6-9-2008                                                                   | Eindhoven                                                                  | Paesi Bassi                                                                | 1 – 2                                                                      | Australia                                                                  | Amichevole                                                                 | 1                                                                          |                                                                            |
| 10-9-2008                                                                  | Skopje                                                                     | Macedonia                                                                  | 1 – 2                                                                      | Paesi Bassi                                                                | Qual. Mondiali 2010                                                        | -                                                                          | 76’                                                                        |
| 11-10-2008                                                                 | Rotterdam                                                                  | Paesi Bassi                                                                | 2 – 0                                                                      | Islanda                                                                    | Qual. Mondiali 2010                                                        | 1                                                                          |                                                                            |
| 15-10-2008                                                                 | Oslo                                                                       | Norvegia                                                                   | 0 – 1                                                                      | Paesi Bassi                                                                | Qual. Mondiali 2010                                                        | -                                                                          |                                                                            |
| 11-2-2009                                                                  | Radès                                                                      | Tunisia                                                                    | 1 – 1                                                                      | Paesi Bassi                                                                | Amichevole                                                                 | 1                                                                          |                                                                            |
| 28-3-2009                                                                  | Amsterdam                                                                  | Paesi Bassi                                                                | 3 – 0                                                                      | Scozia                                                                     | Qual. Mondiali 2010                                                        | 1                                                                          |                                                                            |
| 1-4-2009                                                                   | Amsterdam                                                                  | Paesi Bassi                                                                | 4 – 0                                                                      | Macedonia                                                                  | Qual. Mondiali 2010                                                        | 1                                                                          |                                                                            |
| 6-6-2009                                                                   | Reykjavík                                                                  | Islanda                                                                    | 1 – 2                                                                      | Paesi Bassi                                                                | Qual. Mondiali 2010                                                        | -                                                                          |                                                                            |
| 10-6-2009                                                                  | Rotterdam                                                                  | Paesi Bassi                                                                | 2 – 0                                                                      | Norvegia                                                                   | Qual. Mondiali 2010                                                        | -                                                                          |                                                                            |
| 12-8-2009                                                                  | Amsterdam                                                                  | Paesi Bassi                                                                | 2 – 2                                                                      | Inghilterra                                                                | Amichevole                                                                 | -                                                                          |                                                                            |
| 5-9-2009                                                                   | Enschede                                                                   | Paesi Bassi                                                                | 3 – 0                                                                      | Giappone                                                                   | Amichevole                                                                 | 1                                                                          |                                                                            |
| 9-9-2009                                                                   | Glasgow                                                                    | Scozia                                                                     | 0 – 1                                                                      | Paesi Bassi                                                                | Qual. Mondiali 2010                                                        | -                                                                          |                                                                            |
| 10-10-2009                                                                 | Sydney                                                                     | Australia                                                                  | 0 – 0                                                                      | Paesi Bassi                                                                | Amichevole                                                                 | -                                                                          |                                                                            |
| 14-11-2009                                                                 | Pescara                                                                    | Italia                                                                     | 0 – 0                                                                      | Paesi Bassi                                                                | Amichevole                                                                 | -                                                                          |                                                                            |
| 18-11-2009                                                                 | Heerenveen                                                                 | Paesi Bassi                                                                | 0 – 0                                                                      | Paraguay                                                                   | Amichevole                                                                 | -                                                                          |                                                                            |
| 3-3-2010                                                                   | Amsterdam                                                                  | Paesi Bassi                                                                | 2 – 1                                                                      | Stati Uniti                                                                | Amichevole                                                                 | 1                                                                          |                                                                            |
| 26-5-2010                                                                  | Friburgo                                                                   | Paesi Bassi                                                                | 2 – 1                                                                      | Messico                                                                    | Amichevole                                                                 | -                                                                          |                                                                            |
| 5-6-2010                                                                   | Amsterdam                                                                  | Paesi Bassi                                                                | 6 – 1                                                                      | Ungheria                                                                   | Amichevole                                                                 | -                                                                          |                                                                            |
| 19-6-2010                                                                  | Durban                                                                     | Paesi Bassi                                                                | 1 – 0                                                                      | Giappone                                                                   | Mondiali 2010 - 1º turno                                                   | -                                                                          | 88’                                                                        |
| 24-6-2010                                                                  | Città del Capo                                                             | Camerun                                                                    | 1 – 2                                                                      | Paesi Bassi                                                                | Mondiali 2010 - 1º turno                                                   | 1                                                                          | 59’                                                                        |
| 28-6-2010                                                                  | Durban                                                                     | Paesi Bassi                                                                | 2 – 1                                                                      | Slovacchia                                                                 | Mondiali 2010 - Ottavi di finale                                           | -                                                                          | 80’                                                                        |
| 2-7-2010                                                                   | Port Elizabeth                                                             | Paesi Bassi                                                                | 2 – 1                                                                      | Brasile                                                                    | Mondiali 2010 - Quarti di finale                                           | -                                                                          | 85’                                                                        |
| 3-9-2010                                                                   | Serravalle                                                                 | San Marino                                                                 | 0 – 5                                                                      | Paesi Bassi                                                                | Qual. Euro 2012                                                            | 3                                                                          |                                                                            |
| 7-9-2010                                                                   | Rotterdam                                                                  | Paesi Bassi                                                                | 2 – 1                                                                      | Finlandia                                                                  | Qual. Euro 2012                                                            | 2                                                                          |                                                                            |
| 8-10-2010                                                                  | Chișinău                                                                   | Moldavia                                                                   | 0 – 1                                                                      | Paesi Bassi                                                                | Qual. Euro 2012                                                            | 1                                                                          |                                                                            |
| 12-10-2010                                                                 | Amsterdam                                                                  | Paesi Bassi                                                                | 4 – 1                                                                      | Svezia                                                                     | Qual. Euro 2012                                                            | 2                                                                          |                                                                            |
| 17-11-2010                                                                 | Amsterdam                                                                  | Paesi Bassi                                                                | 1 – 0                                                                      | Turchia                                                                    | Amichevole                                                                 | 1                                                                          |                                                                            |
| 9-2-2011                                                                   | Eindhoven                                                                  | Paesi Bassi                                                                | 3 – 1                                                                      | Austria                                                                    | Amichevole                                                                 | 1                                                                          |                                                                            |
| 4-6-2011                                                                   | Goiânia                                                                    | Brasile                                                                    | 0 – 0                                                                      | Paesi Bassi                                                                | Amichevole                                                                 | -                                                                          |                                                                            |
| 8-6-2011                                                                   | Montevideo                                                                 | Uruguay                                                                    | 1 – 1 (4-3 dtr)                                                            | Paesi Bassi                                                                | Amichevole                                                                 | -                                                                          |                                                                            |
| 2-9-2011                                                                   | Eindhoven                                                                  | Paesi Bassi                                                                | 11 – 0                                                                     | San Marino                                                                 | Qual. Euro 2012                                                            | 2                                                                          |                                                                            |
| 6-9-2011                                                                   | Helsinki                                                                   | Finlandia                                                                  | 0 – 2                                                                      | Paesi Bassi                                                                | Qual. Euro 2012                                                            | -                                                                          |                                                                            |
| 7-10-2011                                                                  | Rotterdam                                                                  | Paesi Bassi                                                                | 1 – 0                                                                      | Moldavia                                                                   | Qual. Euro 2012                                                            | 1                                                                          |                                                                            |
| 11-10-2011                                                                 | Solna                                                                      | Svezia                                                                     | 3 – 2                                                                      | Paesi Bassi                                                                | Qual. Euro 2012                                                            | 1                                                                          |                                                                            |
| 15-11-2011                                                                 | Amburgo                                                                    | Germania                                                                   | 3 – 0                                                                      | Paesi Bassi                                                                | Amichevole                                                                 | -                                                                          |                                                                            |
| 29-2-2012                                                                  | Londra                                                                     | Inghilterra                                                                | 2 – 3                                                                      | Paesi Bassi                                                                | Amichevole                                                                 | 1                                                                          |                                                                            |
| 26-5-2012                                                                  | Amsterdam                                                                  | Paesi Bassi                                                                | 1 – 2                                                                      | Bulgaria                                                                   | Amichevole                                                                 | -                                                                          |                                                                            |
| 30-5-2012                                                                  | Rotterdam                                                                  | Paesi Bassi                                                                | 2 – 0                                                                      | Slovacchia                                                                 | Amichevole                                                                 | -                                                                          |                                                                            |
| 2-6-2012                                                                   | Amsterdam                                                                  | Paesi Bassi                                                                | 6 – 0                                                                      | Irlanda del Nord                                                           | Amichevole                                                                 | -                                                                          |                                                                            |
| 9-6-2012                                                                   | Charkiv                                                                    | Paesi Bassi                                                                | 0 – 1                                                                      | Danimarca                                                                  | Euro 2012 - 1º turno                                                       | -                                                                          |                                                                            |
| 13-6-2012                                                                  | Charkiv                                                                    | Paesi Bassi                                                                | 1 – 2                                                                      | Germania                                                                   | Euro 2012 - 1º turno                                                       | -                                                                          |                                                                            |
| 17-6-2012                                                                  | Charkiv                                                                    | Portogallo                                                                 | 2 – 1                                                                      | Paesi Bassi                                                                | Euro 2012 - 1º turno                                                       | -                                                                          |                                                                            |
| 15-8-2012                                                                  | Bruxelles                                                                  | Belgio                                                                     | 4 – 2                                                                      | Paesi Bassi                                                                | Amichevole                                                                 | 1                                                                          |                                                                            |
| 11-9-2012                                                                  | Budapest                                                                   | Ungheria                                                                   | 1 – 4                                                                      | Paesi Bassi                                                                | Qual. Mondiali 2014                                                        | 1                                                                          |                                                                            |
| 12-10-2012                                                                 | Rotterdam                                                                  | Paesi Bassi                                                                | 3 – 0                                                                      | Andorra                                                                    | Qual. Mondiali 2014                                                        | 1                                                                          |                                                                            |
| 14-8-2013                                                                  | Faro                                                                       | Portogallo                                                                 | 1 – 1                                                                      | Paesi Bassi                                                                | Amichevole                                                                 | -                                                                          |                                                                            |
| 17-5-2014                                                                  | Amsterdam                                                                  | Paesi Bassi                                                                | 1 – 1                                                                      | Ecuador                                                                    | Amichevole                                                                 | -                                                                          |                                                                            |
| 4-6-2014                                                                   | Amsterdam                                                                  | Paesi Bassi                                                                | 2 – 0                                                                      | Galles                                                                     | Amichevole                                                                 | -                                                                          |                                                                            |
| 29-6-2014                                                                  | Fortaleza                                                                  | Paesi Bassi                                                                | 2 – 1                                                                      | Messico                                                                    | Mondiali 2014 - Ottavi di finale                                           | 1                                                                          | 76’                                                                        |
| 4-7-2014                                                                   | Salvador                                                                   | Paesi Bassi                                                                | 0 – 0 dts (4 - 3 dtr)                                                      | Costa Rica                                                                 | Mondiali 2014 - Quarti di finale                                           | -                                                                          | 106’ 111’                                                                  |
| 9-7-2014                                                                   | San Paolo                                                                  | Paesi Bassi                                                                | 0 – 0 dts (2 - 4 dtr)                                                      | Argentina                                                                  | Mondiali 2014 - Semifinali                                                 | -                                                                          | 96’ 105’                                                                   |
| 10-10-2014                                                                 | Amsterdam                                                                  | Paesi Bassi                                                                | 3 – 1                                                                      | Kazakistan                                                                 | Qual. Euro 2016                                                            | 1                                                                          | 56’                                                                        |
| 13-10-2014                                                                 | Reykjavík                                                                  | Islanda                                                                    | 2 – 0                                                                      | Paesi Bassi                                                                | Qual. Euro 2016                                                            | -                                                                          | 46’                                                                        |
| 12-11-2014                                                                 | Amsterdam                                                                  | Paesi Bassi                                                                | 2 – 3                                                                      | Messico                                                                    | Amichevole                                                                 | -                                                                          |                                                                            |
| 16-11-2014                                                                 | Amsterdam                                                                  | Paesi Bassi                                                                | 6 – 0                                                                      | Lettonia                                                                   | Qual. Euro 2016                                                            | 2                                                                          |                                                                            |
| 28-3-2015                                                                  | Amsterdam                                                                  | Paesi Bassi                                                                | 1 – 1                                                                      | Turchia                                                                    | Qual. Euro 2016                                                            | 1                                                                          |                                                                            |
| 31-3-2015                                                                  | Amsterdam                                                                  | Paesi Bassi                                                                | 2 – 0                                                                      | Spagna                                                                     | Amichevole                                                                 | -                                                                          | 79’                                                                        |
| 5-6-2015                                                                   | Amsterdam                                                                  | Paesi Bassi                                                                | 3 – 4                                                                      | Stati Uniti                                                                | Amichevole                                                                 | 2                                                                          | 78’                                                                        |
| 12-6-2015                                                                  | Riga                                                                       | Lettonia                                                                   | 0 – 2                                                                      | Paesi Bassi                                                                | Qual. Euro 2016                                                            | -                                                                          |                                                                            |
| 3-9-2015                                                                   | Amsterdam                                                                  | Paesi Bassi                                                                | 0 – 1                                                                      | Islanda                                                                    | Qual. Euro 2016                                                            | -                                                                          | 41’                                                                        |
| 10-10-2015                                                                 | Astana                                                                     | Kazakistan                                                                 | 1 – 2                                                                      | Paesi Bassi                                                                | Qual. Euro 2016                                                            | -                                                                          | 87’                                                                        |
| 13-10-2015                                                                 | Amsterdam                                                                  | Paesi Bassi                                                                | 2 – 3                                                                      | Rep. Ceca                                                                  | Qual. Euro 2016                                                            | 1                                                                          | 29’                                                                        |
| Totale                                                                     |                                                                            | Presenze                                                                   | 76                                                                         |                                                                            | Reti (3º posto)                                                            | 42                                                                         |                                                                            |

| Cronologia completa delle presenze e delle reti in nazionale (partite non ufficiali) ― Paesi Bassi | Cronologia completa delle presenze e delle reti in nazionale (partite non ufficiali) ― Paesi Bassi | Cronologia completa delle presenze e delle reti in nazionale (partite non ufficiali) ― Paesi Bassi | Cronologia completa delle presenze e delle reti in nazionale (partite non ufficiali) ― Paesi Bassi | Cronologia completa delle presenze e delle reti in nazionale (partite non ufficiali) ― Paesi Bassi | Cronologia completa delle presenze e delle reti in nazionale (partite non ufficiali) ― Paesi Bassi | Cronologia completa delle presenze e delle reti in nazionale (partite non ufficiali) ― Paesi Bassi | Cronologia completa delle presenze e delle reti in nazionale (partite non ufficiali) ― Paesi Bassi |
| Data                                                                                               | Città                                                                                              | In casa                                                                                            | Risultato                                                                                          | Ospiti                                                                                             | Competizione                                                                                       | Reti                                                                                               | Note                                                                                               |
| -------------------------------------------------------------------------------------------------- | -------------------------------------------------------------------------------------------------- | -------------------------------------------------------------------------------------------------- | -------------------------------------------------------------------------------------------------- | -------------------------------------------------------------------------------------------------- | -------------------------------------------------------------------------------------------------- | -------------------------------------------------------------------------------------------------- | -------------------------------------------------------------------------------------------------- |
| 22-5-2012                                                                                          | Monaco di Baviera                                                                                  | Bayern Monaco                                                                                      | 3 – 2                                                                                              | Paesi Bassi                                                                                        | | 1                                                                                                  | |
| Totale                                                                                             | | Presenze                                                                                           | 1                                                                                                  | | Reti                                                                                               | 1                                                                                                  | |

## Palmarès

### Club
- Coppa dei Paesi Bassi: 3

Ajax: 2005-2006, 2006-2007, 2018-2019
- Supercoppa dei Paesi Bassi: 3

Ajax: 2006, 2007, 2019
- Coppa di Germania: 1

Schalke 04: 2010-2011
- Supercoppa di Germania: 1

Schalke 04: 2011
- Campionato olandese: 1

Ajax: 2018-2019

### Nazionale
- Campionato d'Europa Under-21: 1

2006

### Individuale
- Capocannoniere dell'Eerste Divisie: 1

2003-2004 (26 gol)
- Calciatore dell'anno dell'Eerste Divisie: 1

2003-2004
- Capocannoniere dell'Eredivisie: 2

2005-2006 (33 gol), 2007-2008 (33 gol)
- Miglior talento dell'anno in Eredivisie: 1

2005-2006
- Miglior giocatore dell'Europeo Under-21: 1

Portogallo 2006
- Capocannoniere dell'Europeo Under-21: 1

2006 (4 gol)
- Capocannoniere della Bundesliga: 1

2011-2012 (29 gol)